# Грушка (Одесская область)
Грушка (укр. Грушка) — село, относится к Великомихайловскому району Одесской области Украины.
Население по переписи 2001 года составляло 15 человек. Почтовый индекс — 67111. Телефонный код — 8-04859. Занимает площадь 0,19 км². Код КОАТУУ — 5121682202.

## Местный совет
67111, Одесская обл., Великомихайловский р-н, с. Комаровка, ул. Школьная, 1